# البرق الشامی
البَرْق الشّامی عنوان کتابی است از عمادالدین کاتب اصفهانی، نویسنده، مورخ و ادیب قرن ششم هجری. این کتاب از جمله تاریخ‌نگاری‌هایی است که رویدادیهای جنگ‌های صلیبی در زمان صلاح‌الدین ایوبی و چیرگی مسلمانان بر بیت‌المقدس را روایت کرده‌است. به عبارتی، تاریخ سیاسی عصر صلاح‌الدین، بین سال‌های ۵۶۲ تا ۵۸۹، در این کتاب تشریح شده‌است. یکی از منابع این کتاب، کتاب رسائل قاضی فاضل، نوشته‌شده توسط وزیر صلاح الدین ایوبی، است. اگرچه نگارش البرق الشامی در هفت جلد صورت گرفته، اما تنها جلد سوم و پنجم آن بر جای مانده و مابقی اثر مفقود شده‌است.
این کتاب در قرن هفتم هجری توسط بُنداری اصفهانی تلخیص شد. این تلخیص، سنا البرق الشامی نام دارد.
سبک نوشتار این کتاب، نثر مصنوع ‌است.